# Józsi György (labdarúgó, 1983)
Józsi György (Zalaegerszeg, 1983. január 31. –) magyar labdarúgó. Apja idősebb Józsi György szintén labdarúgó.

## Pályafutása

### Győri ETO FC

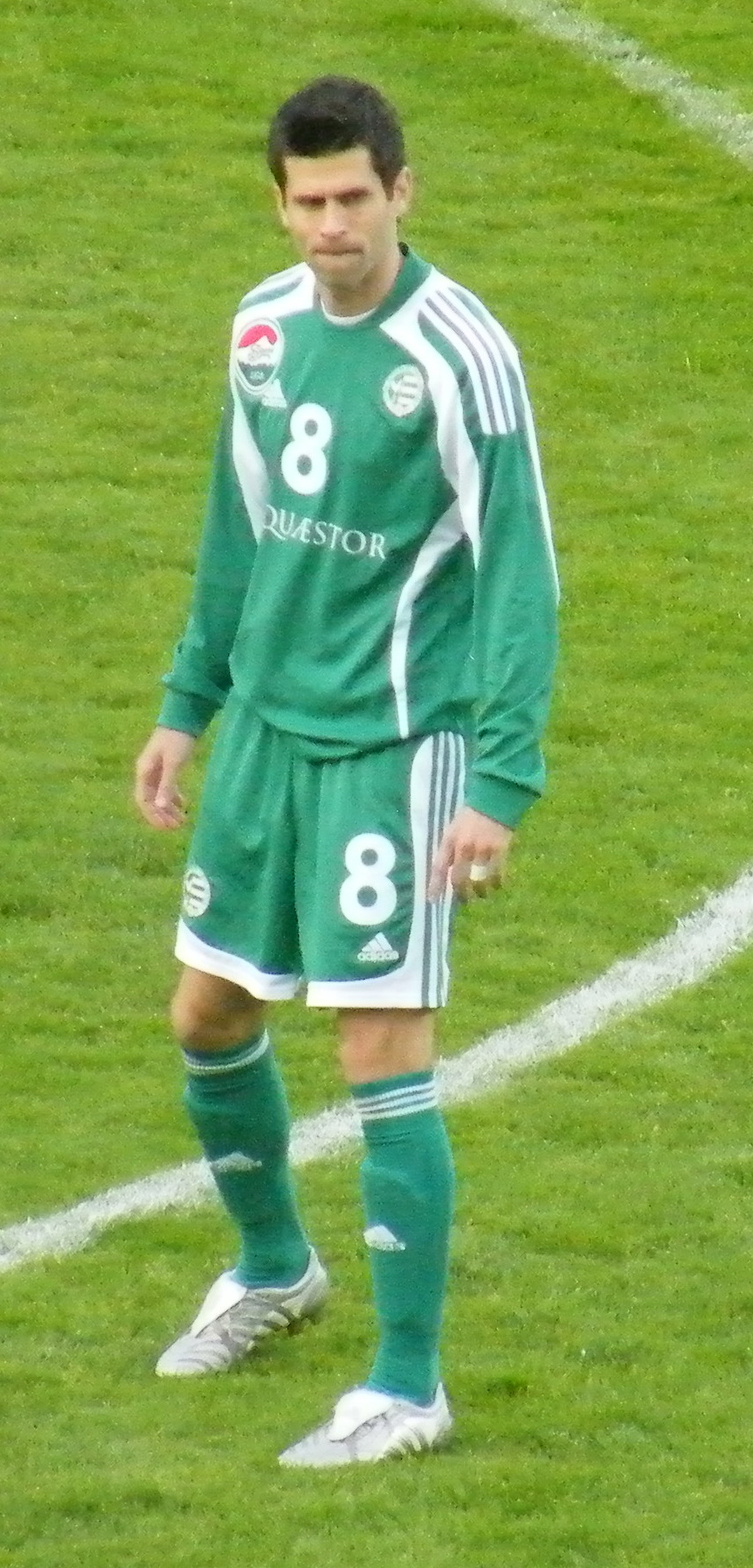
Józsi az ETO-ban

2001-2002-ben magyar bajnok lett a ZTE-vel. 2010 nyarán nem hosszabbította meg lejáró szerződését az ETO-nál, távozott a csapattól és 3 évre aláírt a Ferencvároshoz

## Sikerei, díjai
- ZTE:
  - Magyar bajnoki aranyérmes: 2002
  - Magyar bajnoki bronzérmes: 2007
- Győri ETO:
  - Magyar bajnoki bronzérmes: 2010
- Ferencvárosi TC:
  - Magyar bajnoki bronzérmes: 2011, 2014
  - Magyar-ligakupa-győztes: 2013

## Külső hivatkozások
- Hlsz.hu játékosprofil
- Józsi György a Ferencvárosi TC hivatalos honlapján
- NS online játékosprofil
- iDNES.cz: 2004-es, csehországi statisztikája
- transfermarkt.de adatlap (németül)